# 569484 Irisdement
569484 Irisdement este o planetă minoră (asteroid) din centura de asteroizi. A fost descoperită pe 26 octombrie 2005 la Nogales de Jean-Claude Merlin⁠(d) și a fost numită după Iris DeMent⁠(d). 
Obiectul prezintă o orbită caracterizată de o semiaxă mare de 2,206416444655 UAi, o excentricitate de 0,19149381317441, o înclinație de 5,6602394601322 ° în raport cu ecliptica.